# Parnassia yulongshanensis
Parnassia yulongshanensis är en benvedsväxtart som beskrevs av Tsue Chih Ku. Parnassia yulongshanensis ingår i släktet Parnassia och familjen Celastraceae. Inga underarter finns listade.